# Vanilla lindmaniana
Vanilla lindmaniana ist eine Pflanzenart aus der Gattung Vanille (Vanilla) in der Familie der Orchideen (Orchidaceae). Sie wächst als Kletterpflanze in Brasilien.

## Beschreibung
Vanilla lindmaniana ist eine immergrüne Kletterpflanze. Der Spross ist mit 0,4 Zentimeter Durchmesser recht dünn. Die Blätter sind länglich-oval, an der Basis mit kurzem Blattstiel (1,6 Zentimeter lang und 0,5 Zentimeter breit), vorne spitz endend.
Die Blütenstandsachse ist seitlich zusammengedrückt mit zwei scharfen Rändern, die Blüten sind zweizeilig angeordnet. Die Tragblätter sind länglich, 0,6 bis einen Zentimeter groß, sie enden stumpf. Die Blütenblätter sind einfarbig gelb. Sepalen und Petalen sind vier bis fünf Zentimeter lang, sie enden abgerundet und stumpf. Die Lippe ist ungelappt, der vordere Rand ist gewellt, die Spitze leicht eingezogen. Von der Basis bis zur Spitze laufen, angeordnet in sieben Reihen, höckrige Leisten. Die Säule ist auf der Unterseite behaart und bis zur Hälfte ihrer Länge mit der Lippe verwachsen.

## Verbreitung
Vanilla lindmaniana kommt in Brasilien, im Bundesstaat Mato Grosso, vor.

## Systematik und botanische Geschichte
Vanilla lindmaniana wurde 1911 von Friedrich Wilhelm Ludwig Kraenzlin erstmals beschrieben. benannt ist sie nach Carl Axel Magnus Lindman, der sie bei einer Expedition 1892 sammelte und abbildete.
Portères vergleicht Vanilla lindmaniana mit den südamerikanischen Vanilla-Arten Vanilla argentina und Vanilla vellozii, beides Synonyme für Vanilla chamissonis.

## Belege
Die Informationen dieses Artikels stammen aus:
- Le Vanillier et la Vanille dans le Monde. In: Gilbert Bouriquet (Hrsg.): Encyclopédie Biologique. Band XLVI. Paul Lechevalier, Paris 1954.
- Vanilla lindmaniana. In: POWO = Plants of the World Online von Board of Trustees of the Royal Botanic Gardens, Kew: Kew Science